# میگل بایزا (بازیکن فوتبال)
میگل بایزا (انگلیسی: Miguel Baeza؛ زادهٔ ۲۷ مارس ۲۰۰۰) بازیکن فوتبال اهل اسپانیا است.
وی همچنین در تیم ملی فوتبال زیر ۱۹ سال اسپانیا بازی کرده‌است.